# Werner Vigna
Werner Vigna (* 7. Januar 1934; † 28. Mai 2008) war ein deutscher Fußballspieler, der von 1954 bis 1965 ausschließlich für Fortuna Düsseldorf aktiv war.

## Karriere
Zur Saison 1954/55 wechselte der 20-jährige Vigna von der SSG Wülfrath, aus dem gleichnamigen Ort im Kreis Mettmann, zum Oberligisten Fortuna Düsseldorf. Sein Debüt unter Trainer Kuno Klötzer in der seinerzeit höchsten deutschen Spielklasse gab er am 13. März 1955 als Mittelläufer im Auswärtsspiel gegen den 1. FC Köln vor 30.000 Zuschauern.
Namhafte Mitspieler für den Ex-Amateur waren Erich Juskowiak, Matthias Mauritz, das Zwillingspaar Karl und Martin Gramminger, sowie Josef Derwall. Wiederholt zwangen ihn Verletzungen zu längeren Pausen, wodurch er in den beiden Spielzeiten 1956/57 und 1957/58 kein Oberligaspiel bestreiten konnte. Am 27. Juni 1958 gewann er mit Fortuna Düsseldorf das Spiel um den Westdeutschen Pokal; der 4:1-Sieg gegen den 1. FC Köln war somit die Qualifikation für die Teilnahme am Wettbewerb um den DFB-Pokal. Das Finale, das er mit der Mannschaft am 16. November 1958 in Kassel erreichte und in dem er mit Erich Juskowiak das Verteidigerpaar bildete, ging mit 3:4 nach Verlängerung gegen den VfB Stuttgart verloren. In der Saison 1959/60 erlebte er mit der Fortuna den Abstieg in die 2. Liga West. Unter Trainer Fritz Pliska glückte als Vizemeister 1961 die sofortige Rückkehr in die Oberliga West, zu der Vigna in 15 Punktspielen beigetragen hatte. Auch in seinem zweiten Finale um den DFB-Pokal, am 29. August 1962, ging Vigna als Verlierer vom Platz. Der 1. FC Nürnberg setzte sich mit 2:1 nach Verlängerung durch. Im letzten Jahr der seinerzeit erstklassigen Oberliga West, 1962/63, gehörte er der Mannschaft von Trainer Jupp Derwall an, die die Saison als 13. beendete und nicht für die neu geschaffene Bundesliga zur Saison 1963/64 Berücksichtigung fand. In der seinerzeit zweitklassigen Regionalliga West bestritt er von 1963 bis 1965 28 Punktspiele und belegte mit Fortuna Düsseldorf jeweils den dritten Platz. Sein letztes Regionalligaspiel bestritt er am 10. Januar 1965 bei der 0:1-Niederlage im Auswärtsspiel gegen den SC Viktoria Köln an der Seite des Verteidigers Hans-Josef Hellingrath.

### Nationalmannschaft
Vigna gehörte der neu gebildeten U23-Nationalmannschaft als rechter Verteidiger an, die bei ihrer Premiere am 25. Juni 1955 in Frankfurt am Main 3:3 unentschieden gegen die Auswahl Jugoslawiens spielte; es blieb sein einziges Länderspiel für den DFB.

## Sonstiges
Im Düsseldorfer Amateurbereich blieb er über Jahre als Trainer dem Fußball weiterhin verbunden.

## Erfolge
Fortuna Düsseldorf
- DFB-Pokal-Finale: 1958, 1962
- Westdeutscher Pokal: 1958
- Aufstieg in die Oberliga West: 1962